# الضاحي (ريمة)

تعديل مصدري - تعديل

قرية الضاحي   هي إحدى قرى عزلة البيادح الواقعة ضمن مديرية الجعفرية التابعة لمحافظة ريمة، بلغ تعداد سكانها (239) نسمة حسب تعداد اليمن لعام 2004.

## المحلات التابعة للقرية
- شعب اللبن
- الحمراء

## روابط خارجية
- الدليل الشامــل